# 대한민국 민법 제132조
대한민국 민법 제132조는 추인, 거절의 상대방에 대한 민법총칙상 조문이다.

## 조문
제132조 (추인, 거절의 상대방) 
추인 또는 거절의 의사표시는 상대방에 대하여 하지 아니하면 그 상대방에 대항하지 못한다. 그러나 상대방이 그 사실을 안 때에는 그러하지 아니하다.

第132條(追認, 拒絶의 相對方) 追認 또는 拒絶의 意思表示는 相對方에 對하여 하지 아니하면 그 相對方에 對抗하지 못한다. 그러나 相對方이 그 事實을 안 때에는 그러하지 아니하다.

Article 132 The Other Party to Ratification, Refusal
Unless the other party was notified of ratification or refusal, one cannot oppose the other party. But if the other party knew, then one can oppose the other party.

## 해설
무귄대리인에게한 경우에도 상대방이 그사실을 안때에는 추인의 효력을 대항할 수 있다 (132조단서)

## 참고 문헌
- 오현수, 일본민법, 진원사, 2014. ISBN 9788963463452
- 오세경, 대법전, 법전출판사 , 2014 ISBN 9788926210277
- 이준현 , LOGOS 민법 조문판례집, 미래가치, 2015. ISBN 9791155020869

## 같이 보기
- 대한민국 민법 제142조
- 대한민국 민법 제143조